# Martin Schreier
Martin Schreier (* 1980 in Kronberg im Taunus) ist ein deutscher Film- und Serienregisseur, der vor allem für seine Serie Maxton Hall bekannt ist, die mehrere Wochen lang weltweit die Nummer 1 auf Prime Video war und zur erfolgreichsten nicht-amerikanischen internationalen Produktion in der Geschichte von Prime Video wurde.

## Leben und Wirken
Geboren 1980 in Kronberg im Taunus, begann Schreier schon in jungen Jahren mit dem Filmen und drehte während seiner Grundschulzeit Kurzfilme. Zwischen 2005 und 2006 vertiefte er seine Fähigkeiten in VFX an der German Filmschool in Berlin, bevor er an der Filmakademie Baden-Württemberg Regie studierte, wo er dann auch eine Reihe von preisgekrönten Kurzfilmen produzierte. Seine akademischen Leistungen brachten ihm mehrere Stipendien ein, mit denen er z. B. 2009 an der Hollywood Masterclass an der UCLA teilnehmen konnte.
2010 erhielt Schreiers Film The Night Father Christmas Died, ein ergreifender 35-minütiger Kurzfilm, eine Nominierung für den Studenten Oscar. Er wurde dann mit dem Pro7/Sat.1-Primetime Award für den Thriller Robin Hood ausgezeichnet, den er 2013 als seinen Abschlussfilm inszenierte und der als Eröffnungsfilm auf dem Max-Ophüls-Filmfestival Premiere feierte.
2016 führte Schreier bei Unsere Zeit ist jetzt für Warner Bros. Regie, eine dynamische Mischung aus Filmbiografie, Drama und Komödie, die sich um den Rap-Superstar Cro dreht. Eine der Hauptrollen übernahm Til Schweiger, der das Projekt auch zusammen mit seinem Partner, dem verstorbenen Tom Zickler, produzierte. Schreiers weitere Zusammenarbeit mit Zickler führte zu seinem dritten Spielfilm, Traumfabrik. Dieser Film, eine Hommage an die Filmgeschichte, war die erste Eigenproduktion von Studio Babelsberg seit über 25 Jahren und markierte einen bedeutenden Meilenstein des ältesten Filmstudios der Welt. Der Film feierte Premiere auf verschiedenen internationalen Festivals zwischen 2019 und 2020 und genoss eine weltweite Kinoveröffentlichung in den USA, UK, China, Taiwan, Russland, Italien und anderen Ländern.
Seit 2021 arbeitet Martin Schreier eng mit den Amazon MGM Studios zusammen. Er inszenierte One Night Off, den ersten deutschen Film für Prime Video. Im Anschluss übernahm er die Regie der Serie Maxton Hall, die bereits eine Woche nach ihrer Veröffentlichung aufgrund ihres immensen weltweiten Erfolgs für eine zweite Staffel grünes Licht erhielt.